# Dysderina straba
Dysderina straba là một loài nhện trong họ Oonopidae.
Loài này thuộc chi Dysderina. Dysderina straba được miêu tả năm 1936 bởi Fage.